# Kings Age
Kings Age (hr. Doba kraljeva) je on-line strateška računalna igra koja se igra u web pregledniku. Igra je tematski, vremenski i prostorno smještena u doba križarskih ratova. Kings Age svijet je podijeljen na 4 svijeta (servera). Svaki svijet je podijeljen na polja koja mogu postati teritorijom nekog kraljevstva. Igru je proizvela kompanija Gameforge. Igra se odlikuje odličnom grafikom, brzinom, jednostavnošću i zabavnošću.

## Osnovne komponente
Igra je srodna Ikariamu po općoj mehanici, ali se razlikuje po svojim komponentama. Igrač se prvo mora skoncentrirati na resurse i gradnju kraljevstva, a zatim na vojsku. Sve komponente mora uskladiti, što će polučiti uspjeh u igri. Osnovne komponente su:

### Materijali
Materijal je najvažnija komponenta igre. Materijali koji se koriste su:
1. Drvo, osnovni materijal za gradnju, izradu alata i oružja, prikupljate ga iz šuma u kraljevstvu, a obrađuje se u pilani;
2. Kamen, materijal za gradnju i treniranje vojnih trupa, kopate ga i obrađujete u kamenolomima;
3. Željezo, materijal za izradu kvalitetnog oružja, oklopa i štitova, crpite ga iz planina u rudnicima;
4. Žito, služi za prehranu stanovništva i vojske, uzgojite ga na plodnom tlu vašeg kraljevstva, sameljite ga kod mlinara;
5. Zlatnici, potrebni za upravljanje novim područjima i postavljanje grofova na njihovo čelo, a kuju se u kovnici;
6. Krune, poboljšani procesi i opcije igre, a kupujete ih stvarnim novcem (putem kreditne kartice, PayPala ili mobitela). (Kings Age Premium)

- Drvo, osnovni građevni materijal, bez kog vaše kraljevstvo ne može
- Kamen, koristi se za gradnju većih građevina i treniranje vojnih trupa
- Željezo, bez kog nema kvalitetnog oružja
- Žito, od plodnih ravnica vašeg kraljevstva do građanskih trpeza
- Građani, radna snaga bez koje kraljevstvo ne može funkcionirati
- Vojska, bez koje kraljevstvo ne može opstati
- Zlatnici, bez novca ne možete ništa
- Krune, sve bolje funkcionira s njima.

### Grad
Grad je uporište kraljevstva i njegovog gospodarstva. Prve građevine su dvorac, kamenolom, rudnik željeza, pilana i mlinar. Iz dvorca upravljate svim ostalim građevinama, unaprjeđujete ih ili rušite. Možete graditi više građevina odjednom, ali za više od dvije odjednom trošite dodatne resurse. Građevine je stalno potrebno proširivati kao bi što bolje i brže funkcionirale, te zapošljavale što više građana. Građana možete zaposliti onoliko koliko ih možete prehraniti. Izgradnja svake građevine ima određene preduvjete.
Zatim je potrebno izgraditi skladište kako bi se resursi čuvali, ali kada se ono napuni sav višak propada. Zato ga je stalno potrebno proširivati. Tu su resursi sigurni od propadanja, ali ne i od krađe. Zato je potrebno izgraditi sklonište. Tu ćete skriti nešto resursa koji će ostati kod vas i nakon napada, a sve ostalo vaš napadač može zaplijeniti, pa je i sklonište potrebno stalno nadograđivati.
Izgradnja vojarne postaje nužna. U dobu stalnih ratova i slave, i vama je potrebna jaka vojska. Istražite i obučite različite vrste jedinica i ratnih strojeva i pripremite ih za pohod. Izgradite zid oko grada kako bi ga zaštitili od stalnih upada neprijatelja. Izgradnja zida traje dugo i košta mnogo, ali je nužna za opstanak kraljevstva. 
Podignite staje i u njima uzgojite magarce, kako bi osigurali lakši i brži promet u kraljevstvu. Magarci su vam potrebni i za trgovinu koja se odvija u živopisnom marketu. Nakon što ga izgradite, stalno ga proširujte kako bi mogli što više trgovati. Gradnjom alkemičarevog laboratorija započinjete potragu za Kamenom Mudraca i pritome dolazite do nevjerojatnih otkrića. 
Rezidenciju izgradite za grofove koji će upravljati okruzima i administrirati kraljevstvom. Za to su im potrebni zlatnici koji se izrađuju u kovnici. Što više proširujete kovnicu, više radnika možete zaposliti i tako proizvesti više zlatnika. Naposljetku, kada sve građevine izgradite do maksimuma, možete podići spomenik Svojoj Kraljevskoj Slavi, koji jača utvrđenost vašeg grada za 50%.

### Vojska
Vojsku igrač obučava u vojarni. Sastoji se od pješaštva, konjice i bojnih strojeva. Sva vojska treba hranu. Prvo određeni tip jedinice morate istražiti, tj. otkriti, a zatim je možete trenirati. Vojne jedinice mogu biti:
- Pješaštvo:

1. Štitonoše, koje ne obučavate, već oni služe vojsci kao sluge;
2. Templari, ratnici s mačevima i štitovima:
3. Plemići, templari sa štitovima;
4. Berserci, ratnici sa sjekirom;
5. Strijelci, pogodni i za opsadu i za odbranu gradova;

- Konjica:

1. Špijuni, koriste se za otkrivanje vojne i gospodarske moći protivnika, a ne služe u borbi;
2. Križari, brzi i snažni, neophodni za pljačkaški pohod:
3. Crni vitezovi, najjače jedinice, šutljivi i bez slabosti, ali cijena čak i jednog crnog viteza je ogromna;

- Bojni strojevi:

1. Ovnovi za proboj, velike i razorne snage, ali vrlo spori i
2. Trebušei, ruše i zidine i zgrade, ali se ne mogu braniti sami.

- Grof, upravitelj okruga i vojskovođa.

- Pješaštvo, osnovna i najbrojnija vrsta jedinica
- Konjica, jaka, brza i skupa vrsta jedinica
- Bojni strojevi, neophodni za opsadu
- Grofovi, plemeniti vojskovođe vašeg kraljevstva

### Tehnologija
Tehnologija je komponenta igre koja se ogleda u građenju i proširivanju građevina u gradovima, i to tako što za gradnju svake građevine postoje određeni preduvjeti. Ti preduvjeti jesu neke druge građevine proširene do određenog nivoa. Tek kada su ti uvjeti ispunjeni moguće je graditi željenu građevinu. 